# BYD G6
Der BYD G6 ist eine Limousine der Mittelklasse des chinesischen Automobilherstellers BYD.

## Geschichte
Das Fahrzeug wurde auf der Beijing Motor Show 2010 als Konzeptfahrzeug i6 vorgestellt. Die Serienversion G6 wurde auf der Guangzhou Auto Show 2010 gezeigt, mit etwas Verspätung kam sie in China am 26. September 2011 als Nachfolger des BYD F6 in den Handel. Im Oktober 2014 erhielt der G6 ein Facelift.
Die Limousine teilt sich die Plattform mit dem ebenfalls 2011 erschienenen SUV BYD S6.

## BYD Si Rui
Auf Basis des G6 präsentierte BYD auf der Guangzhou Auto Show im November 2012 die Luxusversion BYD Si Rui. Sie ist einen Zentimeter länger und nur mit dem 113 kW (154 PS) starken 1,5-Liter-Turbomotor erhältlich. Sie war ab dem 20. April 2013 in China auf dem Markt.

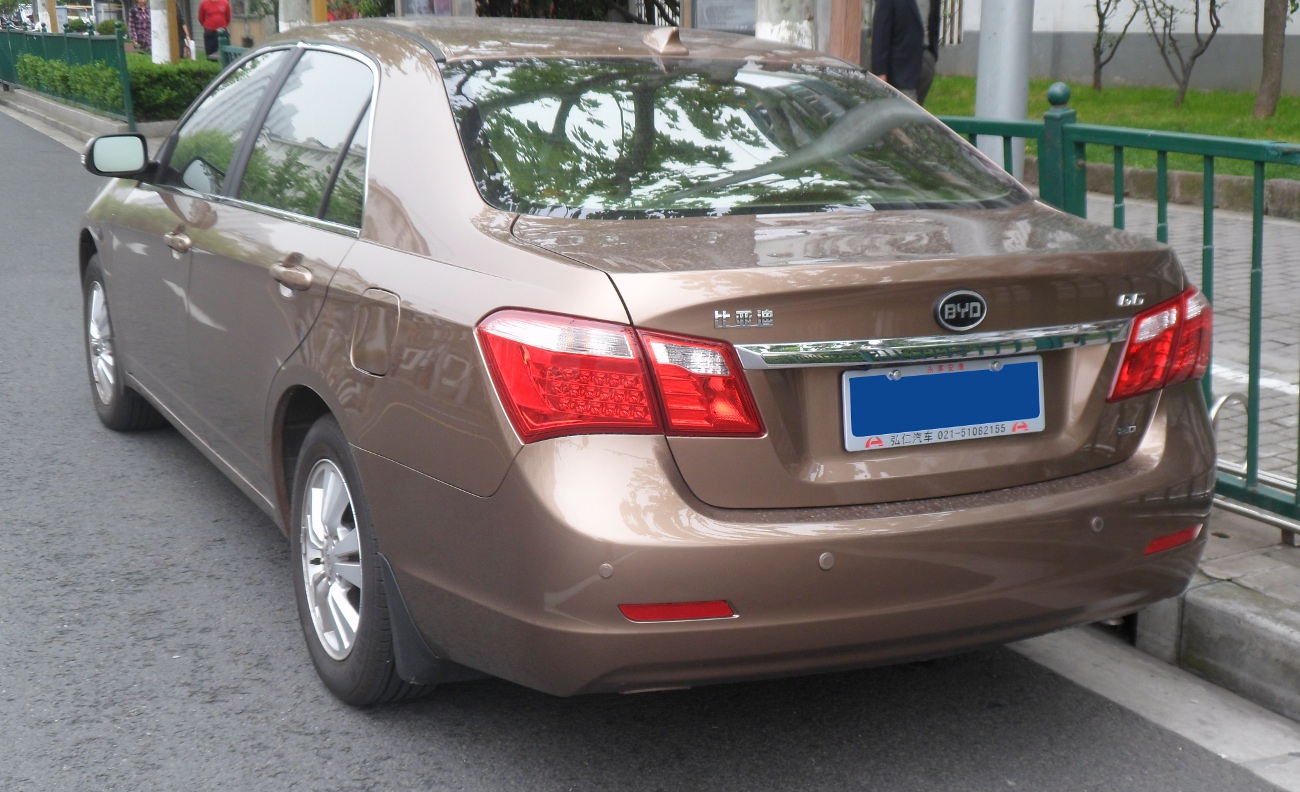
Heckansicht
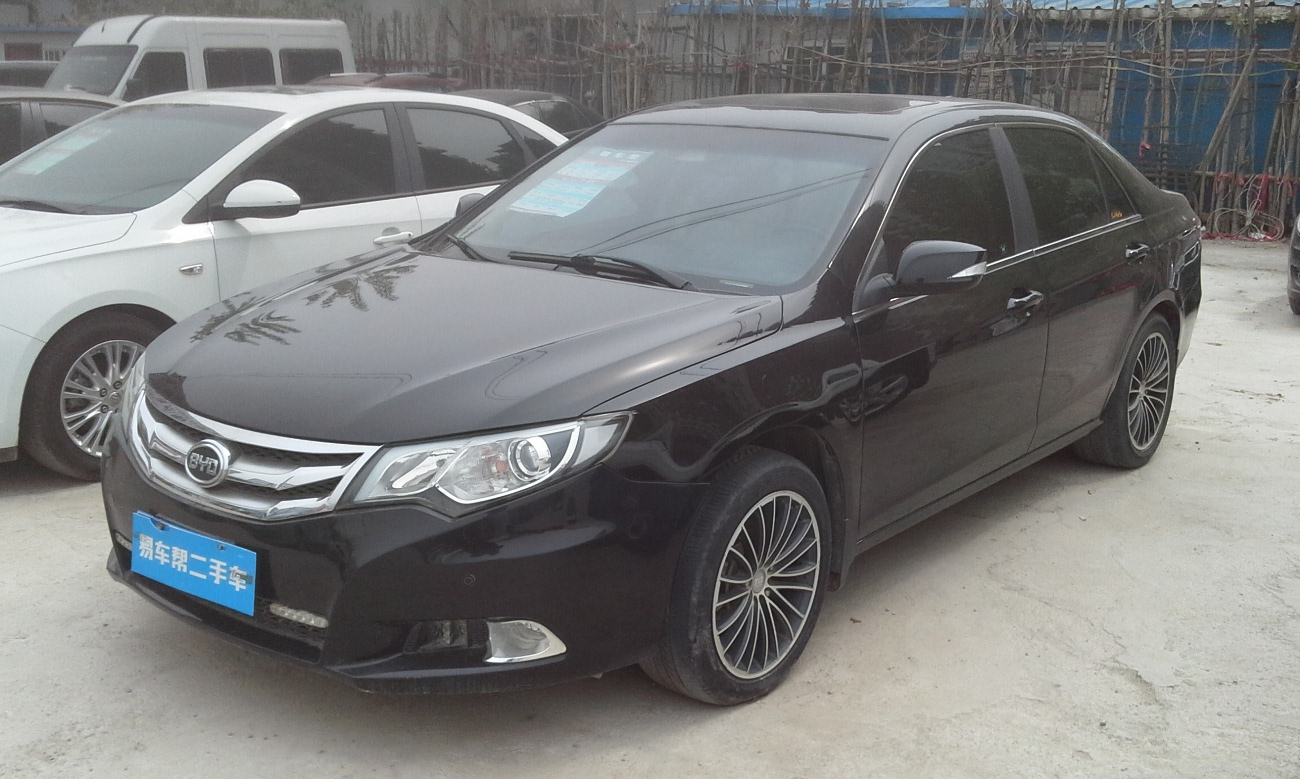
BYD Si Rui (2013–2015)
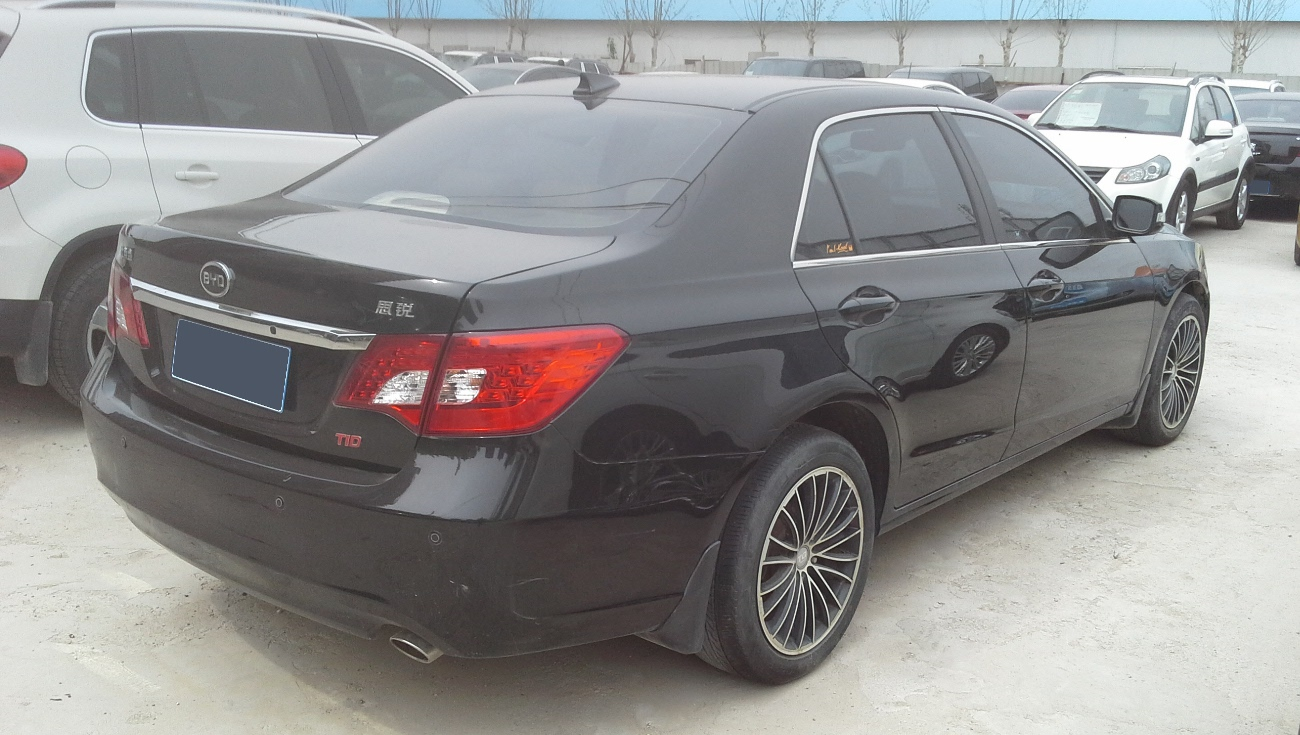
Heckansicht

## Technische Daten G6
|                                             | 1.5TI                          | 2.0                         |
| ------------------------------------------- | ------------------------------ | --------------------------- |
| Bauzeitraum                                 | 2011–2018                      | 2011–2018                   |
| Motorkenndaten                              |                                |                             |
| Motorart                                    | Ottomotor                      | Ottomotor                   |
| Motorbauart                                 | R4                             | R4                          |
| Hubraum                                     | 1497 cm³                       | 1991 cm³                    |
| max. Leistung bei min−1                     | 113 kW (154 PS) / 5200         | 103 kW (140 PS) / 6000      |
| max. Drehmoment bei min−1                   | 240 Nm / 1750–3500             | 186 Nm / 4000–4500          |
| Kraftübertragung                            |                                |                             |
| Antrieb, serienmäßig                        | Vorderradantrieb               | Vorderradantrieb            |
| Getriebe, serienmäßig                       | 6-Gang-Schaltgetriebe          | 5-Gang-Schaltgetriebe       |
| Getriebe, optional                          | 6-Gang-Doppelkupplungsgetriebe | —                           |
| Messwerte                                   |                                |                             |
| Höchstgeschwindigkeit                       | 200 km/h                       | 185 km/h                    |
| Beschleunigung, 0–100 km/h                  | 9,7 s                          | 12,5 s                      |
| Kraftstoffverbrauch auf 100 km (kombiniert) | 6,7 l Super                    | 8,3 l Super                 |
| Länge × Breite × Höhe                       | 4860 mm × 1825 mm × 1463 mm    | 4860 mm × 1825 mm × 1463 mm |
| Radstand                                    | 2745 mm                        | 2745 mm                     |
| Tankinhalt                                  | 65 l                           | 65 l                        |